# Blind Al
Blind Al är en seriefigur i berättelserna om Deadpool i Marvels universum, skapad av Joe Kelly och Ed McGuinness. Al introducerades i tidningen Deadpool #1, där hon bodde tillsammans med Deadpool i San Francisco. Precis som namnet antyder är hon blind. Leslie Uggams spelade Blind Al i filmen Deadpool.